# Amycolatopsis orientalis
Amycolatopsis orientalis (раніше Streptomyces orientalis) — вид бактерій. Вона вважається видом актинобактерій. A. orientalis спричиняє раневі інфекції та інфекції, що викликають біль у горлі у людини, а також є важливою причиною хворобливості в популяціях кіз.
A. orientalis була джерелом, з якого було виділено антибіотик ванкоміцин в 1953 році.